# Johann Daniel Mylius

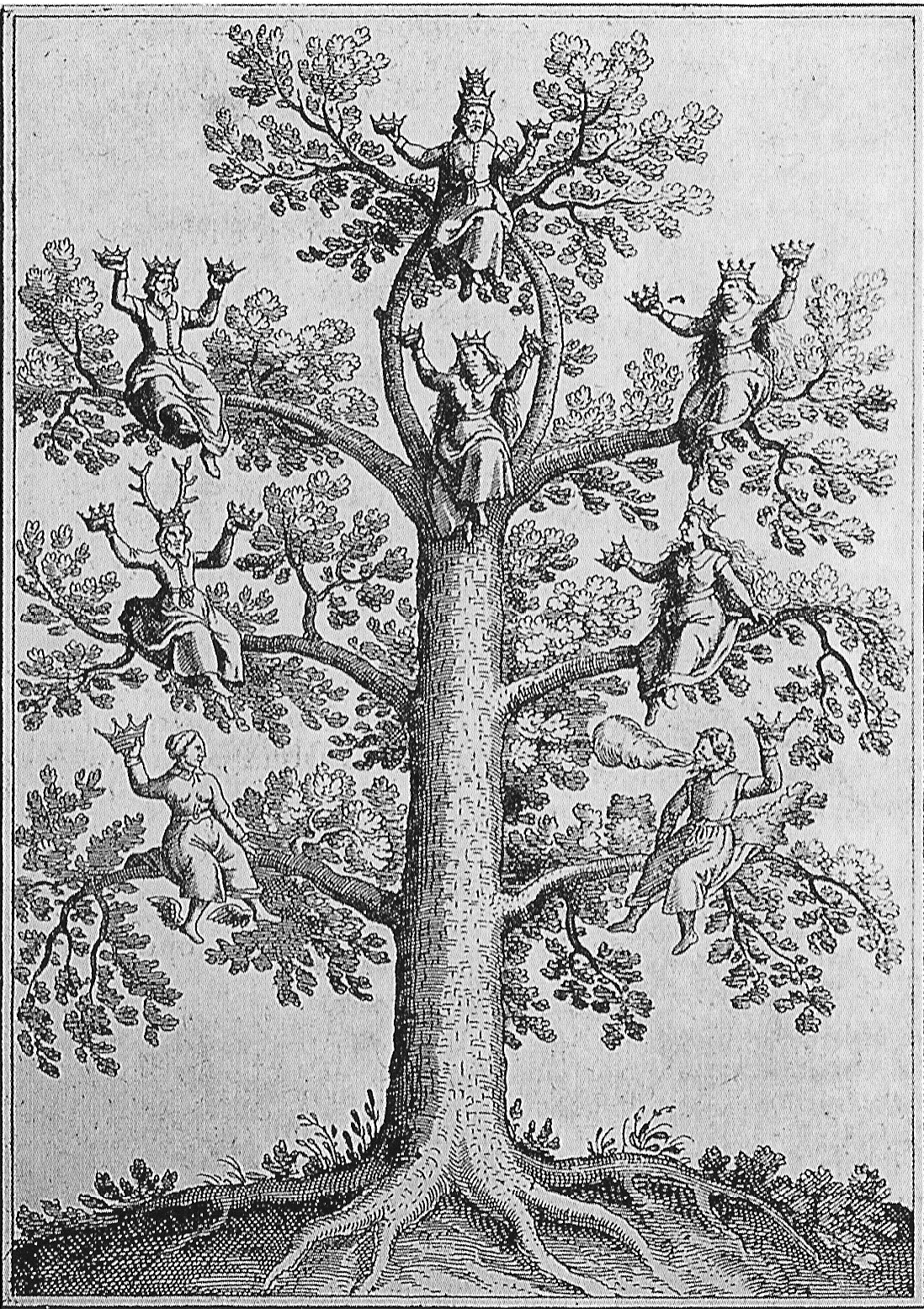
Ilustrație din MAnatomia auri (1629) a lui Mylius

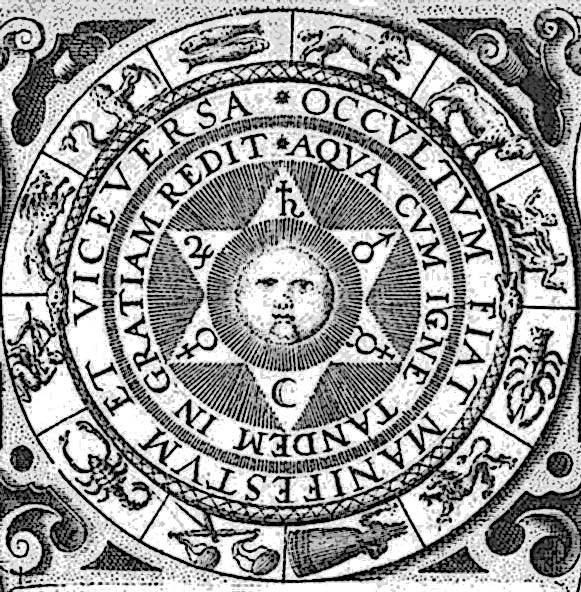
Ilustrație din Mylius' 1618 Opus medico-chymicum

Johann Daniel Mylius (n. 1585, Gemünden, Hessa, Germania – d. 1642) a fost un compozitor și scriitor despre alchimie. Născut la Wetter în Hessa, el a mers pe pentru a studia teologia și medicina la Universitatea din Marburg. El a fost cumnatul și elevul lui Johann Hartmann (1568-1613).
În 1616, în timp ce era student la medicină, Mylius a publicat Duncan Burnet Iatrochymicus.
Opus medico-chymicum, lucrare sa alchimică, a fost publicată doi ani mai târziu. El este cunoscut pentru colecția Thesaurus gratiarum (1622) de piese pentru lăută. În același an a fost publicată Philosophia Reformata. Mylius a fost medicul personal al lui Moritz din Hessa, iar printre patronii săi se aflau Maurice și Frederick Henry de Nassau.

## Lucrări
- Opus medico-chymicum. 1618.
- Antidotarium. 1620.
- Philosophia reformata. 1622.
- Anatomia auri. 1628.
- Danielis Milii Pharmacopoeae spagyricae, sive Practicae universalis Galeno-chymicae libri duo. - Francofurti : Schönwetter, 1628. ediție digitală

## Link-uri externe
- Recolored embleme de Philosophia reformata Arhivat în 20 ianuarie 2017, la Wayback Machine.